# Cmentarz żydowski w Dolsku
Cmentarz żydowski w Dolsku – powstał w XIX wieku. W czasie II wojny światowej został całkowicie zdewastowany przez Niemców. Nie zachowała się ani jedna macewa.